# S:t Persgatan
Artikeln behandlar gatan i Uppsala. Gator med samma namn finns även i Enköping och Linköping.

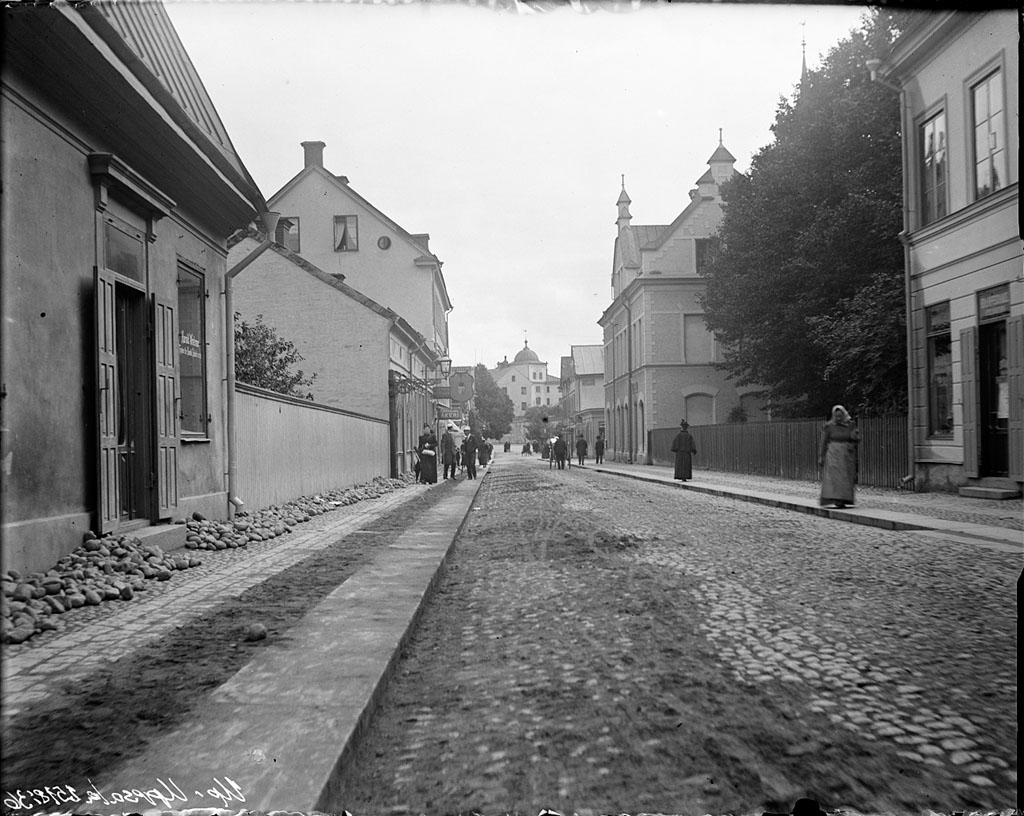
S:t Persgatan 1890, med Gillbergska huset och Domtrapphuset i bakgrunden.

S:t Persgatan är en gata i centrala Uppsala. Gatan går i sydväst-nordostlig riktning. Gatans sydvästliga ände är belägen vid Gamla torget där den korsar Fyrisån och Fyristorg via Dombron och byter namn till Valvgatan. Valvgatan fortsätter härifrån upp mot Riddartorget. 
S:t Persgatan fortsätter i andra änden åt nordost som gå- respektive gårdsgata genom Uppsala centrum, korsar Svartbäcksgatan, Dragarbrunnsgatan, Kungsgatan och järnvägen (Ostkustbanan/Dalabanan) i en plankorsning. På vägen mot centrala delen av stadsdelen Kvarngärdet blir den cykelstråk och korsar Storgatan och Salagatan. Det öppna gångstråket i korsningen S:t Persgatan/Salagatan heter sedan 2016 Alva Myrdals plats, där flera butiker, Uppsalahems huvudkontor och Kvarnengallerian ligger. Efter Alva Myrdals plats fortsätter gatan som cykelstråk och lokalgata över Väderkvarnsgatan och Botvidsgatan. Nordöstra änden ligger vid Torkelsgatan. Gatan och den moderna S:t Per Gallerian som ligger vid gatan har sina namn efter den medeltida Sankt Pers kyrka som låg där idag gallerian ligger.

## Historia
Gatunamnet kommer från att gatan ledde till en numera riven kyrka, Sankt Pers kyrka, som låg i korsningen Dragarbrunnsgatan och S:t Persgatan, inte att förväxla med den moderna Sankt Pers kyrka i Uppsala. Gatunamnet är medeltida och finns omnämnt så tidigt som 1448. Innan 1600-talets gatureglering var S:t Persgatans sträckning något annorlunda. Den började vid Gamla Torget, precis som idag, men ledde endast fram till ovan nämnda Sankt Pers kyrka. Idag är gatan betydligt längre. S:t Persgatan var också sned i förhållande till dagens gatunät, därav Celsiushusets sneda vinkel.

## Kända byggnader och platser längs S:t Persgatan
- Dombron
- Gamla torget
- Samhällsvetenskapliga fakulteten vid Uppsala universitet
- S:t Per Gallerian
- Pingstkyrkan
- Kvarteret Svanen
- Nordiska Afrikainstitutet
- Frams cykelfabrik, idag bland annat lokaler för Den lilla teatern
- Uppsalahem